# Anna Slotky
Anna R. Slotky (Buffalo Grove, 30 aprile 1981) è un'avvocata ed ex attrice statunitense.
Ha debuttato al cinema nel 1990, a soli 8 anni, nel film Mamma, ho perso l'aereo interpretando Brooke McCallister, cugina di Macaulay Culkin, ruolo che ha interpretato nel suo sequel Mamma, ho riperso l'aereo: mi sono smarrito a New York.
Ha continuato a recitare sino al 2000 per poi frequentare l'Occidental College di Los Angeles e laurearsi in legge.
Attualmente vive a Los Angeles e lavora come avvocatessa.
È sposata dal 2011 con lo scrittore James Reitano da cui ha avuto un figlio, nato nel 2012.

## Filmografia parziale
- Mamma, ho perso l'aereo (1990)
- Mamma, ho riperso l'aereo: mi sono smarrito a New York (1992)